# Ralf Kellermann
Ralf Kellermann (Duisburgo Alemania Occidental, 24 de septiembre de 1968) es un exfutbolista y entrenador de fútbol femenino alemán. Actualmente es el director deportivo del VFL Wolfsburgo de Alemania.
Con el WfL Wolfsburgo fue campeón de la Bundesliga Femenina en dos ocasiones, también ganó una Copa de Alemania y a nivel continental ganó en dos oportunidades la Liga de Campeones Femenina de la UEFA (2012-13 y 2013-14) las primeras dos de la historia del club y hasta el momento las únicas logradas por la institución. También en la temporada 2012-13 logró por primera vez en la institución, el triplete (Liga, copa y torneo continental) logró que le valió ser adjudicado como Mejor Entrenador del Mundo en 2014 durante la ceremonia del FIFA Balón de Oro 2014.
Fue designado para el puesto de entrenador en el 2008 y en 2011 su contrato se amplió hasta 2014, finalizando sus funciones en 2017.

## Trayectoria como jugador
Procedente de la cantera del Duisburgo, Kellermann jugó como portero en equipos de 3.ª y 4.ª División durante toda su carrera. Pasó sucesivamente por el FSV Frankfurt (1993-95), Verl (1995-97), Siegen (1997-00), Paderborn 07 (2000-02) y el Lippstadt, donde se retiró en 2004

## Trayectoria como entrenador
En 2008 el Wolfsburgo le contrató como entrenador de su equipo femenino. Entre 2013 y 2014 ha ganado con las lobas dos Ligas de Campeones, dos Bundesligas y una Copa. 
En 2013 la FIFA le nominó a mejor entrenador femenino del año.